# Prat de Comte
Prat de Comte település Spanyolországban, Tarragona tartományban. Prat de Comte Horta de Sant Joan, Bot, Tarragona, Gandesa, El Pinell de Brai, Benifallet és Paüls községekkel határos. Lakosainak száma 185 fő (2024).

## Népesség
A település népessége az elmúlt években az alábbi módon változott:
| Lakosok száma | 85   | 896  | 511  | 411  | 231  | 191  | 198  | 164  | 183  | 185  |
|               | 1717 | 1900 | 1940 | 1960 | 1986 | 2005 | 2010 | 2014 | 2019 | 2024 |